# Approximation de Born

Schéma de l'approximation de Born au premier ordre: seules l'onde incidente et l'onde incidente ayant interagi une seule fois en tous points r' du potentiel de diffusion sont considérées dans la diffusion en r.

Ne pas confondre avec Approximation de Born-Oppenheimer
L'approximation de Born est une approximation faite en théorie de la diffusion, en particulier en mécanique quantique, pour des potentiels diffuseurs très peu denses. L'approximation de Born au premier ordre consiste à ne tenir compte que de l'onde incidente et des ondes diffusées par une seule interaction avec le potentiel dans la description de l'onde diffusée totale. Elle est nommée d'après Max Born.
Il s'agit de la méthode de perturbations appliquée à la diffusion sur un corps étendu.

## Applications
L'approximation de Born est utilisée dans bien des situations en physique.
Dans la diffusion de neutrons, l'approximation de Born au premier ordre est presque toujours adéquate, à l'exception de phénomènes d'optique neutronique comme la réflexion interne totale dans un guide à neutrons, ou de la diffusion à faible incidence et aux faibles angles.

## Approximation de Born de l'équation de Lippmann-Schwinger
On définit l'opérateur de la fonction de Green, où {\displaystyle \epsilon } est une quantité infinitésimale:
{\displaystyle {\widehat {G}}_{\pm }\equiv {\widehat {G}}_{o}(E\pm i\epsilon )={\frac {1}{E-H_{o}\pm i\epsilon }}}
{\displaystyle G_{\pm }(\mathbf {r} ,\mathbf {r} ')\equiv {\frac {\hbar ^{2}}{2m}}\langle \mathbf {r} |{\widehat {G}}_{\pm }|\mathbf {r} '\rangle =-{\frac {e^{\pm ik|\mathbf {r} -\mathbf {r} '|}}{4\pi |\mathbf {r} -\mathbf {r} '|}}}
{\displaystyle G_{\pm }(\mathbf {r} ,\mathbf {r} '){\underset {|\mathbf {r} |\gg |\mathbf {r} '|}{\approx }}-{\frac {e^{\pm ik|\mathbf {r} |}e^{\mp ik\mathbf {\hat {r}} \cdot \mathbf {r} '}}{4\pi |\mathbf {r} |}}=-{\frac {e^{\pm ikr}e^{\mp i\mathbf {k} '\cdot \mathbf {r} '}}{4\pi r}}}
Les démonstrations de ces relations se retrouvent dans l'ouvrage Modern Quantum Mechanics de J. J. Sakurai (en) ainsi que dans l'ouvrage Mécanique quantique II de Claude Cohen-Tannoudji.
L'équation de Lippmann-Schwinger :
{\displaystyle |\psi ^{(\pm )}\rangle =|\phi \rangle +{\widehat {G}}_{\pm }V|\psi ^{(\pm )}\rangle }
où {\displaystyle |\phi \rangle } est solution de l'équation de Schrödinger pour une particule libre. Nous prendrons la solution d'onde plane {\displaystyle |\phi _{\mathbf {p} }\rangle =\hbar ^{-3/2}|\phi _{\mathbf {k} }\rangle } exprimée respectivement en fonction du momentum {\displaystyle p} et du vecteur de propagation {\displaystyle \mathbf {k} }. Lorsqu'on exprime le tout dans la base de la position {\displaystyle \langle \mathbf {r} |}, on a :
{\displaystyle {\begin{alignedat}{2}\langle \mathbf {r} |\psi ^{(\pm )}\rangle &=\langle \mathbf {r} |\phi _{\mathbf {p} }\rangle +\langle \mathbf {r} |{\widehat {G}}_{\pm }V|\psi ^{(\pm )}\rangle \\&=\langle \mathbf {r} |\phi _{\mathbf {p} }\rangle +\int d^{3}r'\langle \mathbf {r} |{\widehat {G}}_{\pm }|\mathbf {r} '\rangle \langle \mathbf {r} '|V|\psi ^{(\pm )}\rangle \end{alignedat}}}
Dans le cas d'un potentiel de diffusion V local, où {\displaystyle \langle \mathbf {r} '|V|\mathbf {r} ''\rangle =V(\mathbf {r} ')\delta ^{3}(\mathbf {r} '-\mathbf {r} '')} :
{\displaystyle {\begin{alignedat}{2}\langle \mathbf {r} |\psi ^{(\pm )}\rangle &=\langle \mathbf {r} |\phi _{\mathbf {p} }\rangle +\int d^{3}r'\langle \mathbf {r} |{\widehat {G}}_{\pm }|\mathbf {r} '\rangle V(\mathbf {r} ')\langle \mathbf {r} '|\psi ^{(\pm )}\rangle \\&\approx \langle \mathbf {r} |\phi _{\mathbf {p} }\rangle -{\frac {2m}{\hbar ^{2}}}{\frac {1}{4\pi }}{\frac {e^{\pm ikr}}{r}}\int d^{3}r'e^{\mp i\mathbf {k} '\cdot \mathbf {r} '}V(\mathbf {r} ')\langle \mathbf {r} '|\psi ^{(\pm )}\rangle \\&=\left({\frac {1}{2\pi }}\right)^{3/2}e^{i\mathbf {k} \cdot \mathbf {r} }-\left({\frac {1}{2\pi }}\right)^{3/2}{\frac {e^{\pm ikr}}{r}}{\frac {2m}{\hbar ^{2}}}{\frac {(2\pi )^{3}}{4\pi }}\int d^{3}r'{\frac {e^{\mp i\mathbf {k} '\cdot \mathbf {r} '}}{\left(2\pi \right)^{3/2}}}V(\mathbf {r} ')\langle \mathbf {r} '|\psi ^{(\pm )}\rangle \\&=\left({\frac {1}{2\pi }}\right)^{3/2}\{e^{i\mathbf {k} \cdot \mathbf {r} }-{\frac {e^{\pm ikr}}{r}}{\frac {2m}{\hbar ^{2}}}{\frac {(2\pi )^{3}}{4\pi }}\langle \phi _{\mathbf {k} '}|V|\psi ^{(\pm )}\rangle \}\end{alignedat}}}
Pour mieux interpréter les différents termes, on peut réécrire ainsi:
{\displaystyle \langle \mathbf {r} |\psi ^{(\pm )}\rangle =\left({\frac {1}{2\pi }}\right)^{3/2}\{e^{i\mathbf {k} \cdot \mathbf {r} }-{\frac {e^{\pm ikr}}{r}}f(\mathbf {k} ',\mathbf {k} )\}}
Où {\displaystyle f(\mathbf {k} ',\mathbf {k} )} est appelé « l'amplitude de diffusion ». Le premier terme représente toujours l'onde incidente dans la direction {\displaystyle \mathbf {k} \equiv {\frac {\mathbf {p_{i}} }{\hbar }}} alors que la forme du deuxième terme s'interprète comme une onde sphérique sortante dans le cas {\displaystyle \langle \mathbf {r} |\psi ^{(+)}\rangle } et entrante dans le cas {\displaystyle \langle \mathbf {r} |\psi ^{(-)}\rangle }. À ce point, toutefois, {\displaystyle f(\mathbf {k} ',\mathbf {k} )} est exprimé en termes de {\displaystyle |\psi ^{(\pm )}\rangle }, potentiellement inconnu. On cherche donc à ré-exprimer celle-ci en termes connus, tels que {\displaystyle |\phi _{\mathbf {k} }\rangle } et V, et c'est là tout l'intérêt de l'approximation de Born.
On multiplie l'équation de Lippman-Schwinger par le potentiel diffuseur V :
{\displaystyle V|\psi ^{(\pm )}\rangle =V|\phi _{\mathbf {k} }\rangle +V{\widehat {G}}_{\pm }V|\psi ^{(\pm )}\rangle }
On remplace celle-ci dans l'équation de Lippman-Schwinger, on réitère au besoin, approximant finalement à l'ordre désiré en V :
{\displaystyle {\begin{alignedat}{2}V|\psi ^{(\pm )}\rangle &=V|\phi _{\mathbf {k} }\rangle +V{\widehat {G}}_{\pm }V(|\phi _{\mathbf {k} }\rangle +{\widehat {G}}_{\pm }V|\psi ^{(\pm )}\rangle )\\&=\underbrace {\underbrace {V|\phi _{\mathbf {k} }\rangle } _{1^{er}ordre}+V{\widehat {G}}_{\pm }V|\phi _{\mathbf {k} }\rangle } _{2^{e}ordre}+V{\widehat {G}}_{\pm }V{\widehat {G}}_{\pm }V|\psi ^{(\pm )}\rangle \\&=\underbrace {V|\phi _{\mathbf {k} }\rangle +V{\widehat {G}}_{\pm }V|\phi _{\mathbf {k} }\rangle +V{\widehat {G}}_{\pm }V{\widehat {G}}_{\pm }V|\phi _{\mathbf {k} }\rangle } _{3^{e}ordre}+V{\widehat {G}}_{\pm }V{\widehat {G}}_{\pm }V{\widehat {G}}_{\pm }V|\psi ^{(\pm )}\rangle \end{alignedat}}}
En remplaçant dans l'expression de {\displaystyle f(\mathbf {k} ',\mathbf {k} )}, on a donc une décomposition de celui-ci :
{\displaystyle {\begin{alignedat}{2}f(\mathbf {k} ',\mathbf {k} )&=\sum _{i=1}^{\infty }f^{(i)}(\mathbf {k} ',\mathbf {k} )\\f^{(i)}(\mathbf {k} ',\mathbf {k} )&=-{\frac {2m}{\hbar ^{2}}}{\frac {(2\pi )^{3}}{4\pi }}\langle \phi _{\mathbf {k} '}|V({\widehat {G}}_{\pm }V)^{(i-1)}|\phi _{\mathbf {k} }\rangle \end{alignedat}}}